# 송사리
송사리(영어: Minnow)는 동갈치목 송사리과에 속하는 민물고기로 성어가 4센티미터 내외이며 보통 2센티미터 정도만 되어도 산란할 수 있다. 송사리라는 이름 외에도 송살, 뽀돌치라는 이름으로도 불린다. 수심이 얕은 호수·늪·웅덩이·배수로·농수로 등에서 살며, 수온이 35 °C가 넘는 온천에서도 산다. 환경 변화에 대한 내성이 강하고 플랑크톤을 주식으로 하지만 잡식성이다. 산란기는 5-7월이다. 산란은 수컷이 암컷의 몸에 등지느러미와 뒷지느러미를 대고 진동시켜 알을 낳게 한다. 암컷은 알덩어리를 달고 다니다가 물풀 등에 붙여 놓는다. 수명은 1-2년이다.

## 형태
몸길이는 4센티미터 내외이며, 민물과 바닷물 양 쪽에서 모두 살 수 있을만큼 강한 적응력을 갖고 있다. 몸은 길고 옆으로 납작하며 배는 통통하다. 머리는 위아래로 납작하며 이마는 편평하다. 아래턱이 위턱보다 길며 아래턱만 움직인다. 눈은 아주 크다. 등지느러미는 몸 뒤쪽에 있다. 등지느러미로 성별을 구분할 수 있는데 등지느러미가 갈라져 있다면 수컷이고 등지느러미가 갈라져 있지 않으면 암컷이다.

## 특징
송사리는 짧은 수명과 뛰어난 번식력을 가지고 있으며 키우기가 쉬워 모델 생물로 주로 쓰인다. 천적으로는 게아재비, 장구애비, 물장군, 물자라, 백로, 잠자리의 애벌레, 물방개 등이 많으므로, 무리지어서 생활한다. 짝짓기를 수컷과 암컷이 1 대 2 비율로 한다. 암컷은 산란기가 되면 배가 부풀어 오르고 알을 낳는다. 알은 처음에는 투명하고 작다가 시간이 지나면 새끼 송사리가 태어난다.

## 서식지
낙동강 수계와 동해로 유입되는 하천, 탐진강 유역 및 서해와 남해섬 지방에 분포한다. 물이 천천히 흐르는 소하천이나 연못, 늪, 농수로 등 수초가 많은 곳의 수면 가까이에 산다.